# فینال جام اتحادیه فوتبال انگلستان ۱۹۹۷
فینال جام اتحادیه فوتبال انگلستان ۱۹۹۷، رقابت پایانی جام اتحادیه فوتبال انگلستان در سال ۱۹۹۷ میلادی است که مابین دو تیم باشگاه فوتبال لستر سیتی و باشگاه فوتبال میدلزبورو در ورزشگاه ومبلی لندن برگزار شده‌است.
این مسابقه که در تاریخ ۶ آوریل ۱۹۹۷ انجام شده‌است با نتیجه ۱ بر ۱ به پایان رسید.
در بازی تکراری که در تاریخ ۱۶ آوریل ۱۹۸۱ برگزار شد با نتیجه یک بر صفر به سود تیم باشگاه فوتبال لستر سیتی]] به پایان رسید.